# Amlikon-Bissegg
Amlikon-Bissegg – miejscowość i gmina (Politische Gemeinde) w północno-wschodniej Szwajcarii, w kantonie Turgowia, w okręgu (Bezirk) Weinfelden. Leży nad rzeką Thur.  

## Demografia
W Amlikon-Bissegg mieszkają 1 354 osoby. W 2021 roku 11,2% populacji gminy stanowiły osoby urodzone poza Szwajcarią. 

## Transport
Przez teren gminy przebiega droga główna nr 16.
Znajduje się tutaj również lotnisko Amlikon (ICAO LSPA).